# Championnat d'Espagne de hockey sur glace 2003-2004
Saison précédente Saison suivante
La saison 2003-2004 est la 30e saison du championnat d'Espagne de hockey sur glace. Cette saison, le championnat porte le nom de Superliga Española.

## Clubs de la Superliga 2003-2004
- FC Barcelone
- ARD Gasteiz
- CH Jaca
- CH Madrid
- CG Puigcerdà
- Txuri Urdin

## Première Phase

### Classement
| # | Club         | Joués | V  | VP | DP | D  | bp:bc  | +/- | Points |
| - | ------------ | ----- | -- | -- | -- | -- | ------ | --- | ------ |
| 1 | CH Jaca      | 15    | 13 | 1  | 1  | 0  | 107:29 | +78 | 42     |
| 2 | CG Puigcerdà | 15    | 10 | 0  | 1  | 4  | 81:49  | +32 | 31     |
| 3 | ARD Gasteiz  | 15    | 8  | 0  | 0  | 6  | 41:52  | -11 | 24     |
| 4 | Txuri Urdin  | 15    | 5  | 2  | 0  | 7  | 47:61  | -14 | 19     |
| 5 | CH Madrid    | 15    | 2  | 2  | 1  | 10 | 36:66  | -30 | 11     |
| 6 | FC Barcelone | 15    | 2  | 0  | 2  | 11 | 30:85  | -55 | 8      |

## Séries finales
Les séries se jouent au meilleur des trois matchs pour les demi-finales et des cinq matchs pour la finale.

### Demi-finales
| Équipes     | 1  | 2 | 3 | Série |
| CH Jaca     | 11 | 5 |   | 2     |
| Txuri Urdin | 2  | 2 |   | 0     |

| Équipes      | 1 | 2 | 3 | Série |
| CG Puigcerdà | 4 | 1 | 6 | 2     |
| ARD Gasteiz  | 3 | 3 | 1 | 1     |

### Finale
| Équipes      | 1 | 2 | 3 | 4 | 5 | Série |
| CH Jaca      | 6 | 4 | 3 |   |   | 3     |
| CG Puigcerdà | 5 | 3 | 2 |   |   | 0     |

CH Jaca est sacré Champion d'Espagne de hockey sur glace 2003-2004.